# Legame carbonio-fluoro

Le cariche parziali nel legame polarizzato carbonio-fluoro

Il legame covalente carbonio-fluoro è un legame covalente polare tra carbonio e fluoro, che è un componente di tutti i composti organofluorini. È uno dei più forti legami singoli nella chimica organica (dietro il legame singolo B-F, il legame singolo Si-F e il legame singolo H-F, relativamente corti) grazie al suo carattere ionico parziale. Il legame, inoltre, si rafforza e si riduce quando più atomi di fluoro vengono aggiunti allo stesso carbonio nel composto chimico. Come tali, i fluorocarburi, come il tetrafluorometano (tetrafluoruro di carbonio),sono alcuni dei composti organici più stabili.

## Elettronegatività e forza di legame
L'alta elettronegatività del fluoro (4.0 per F vs 2.5 del carbonio) conferisce al legame carbonio-fluoro una significativa polarità. La densità dell'elettrone è concentrata attorno al fluoro, lasciando il carbonio povero di elettroni. Questo aspetto introduce un carattere ionico nel legame, attraverso cariche parziali (Cδ+—Fδ−). Le cariche parziali sul fluoro e sul carbonio sono attrattive e contribuiscono alla forza di legame carbonio-fluoro. Il legame è noto come “il legame più forte nella chimica organica” perché il fluoro forma il legame più forte con il carbonio. Il legame carbonio-fluoro può avere un'energia di dissociazione di legame fino a 544 kJ/mol. L'energia di dissociazione dei legami è superiore rispetto ad altri legami carbonio-alogeni e carbonio-idrogeno. Ad esempio, la molecola rappresentata da CH3X ha un'energia di dissociazione di 115 kcal/ mol per il carbonio-fluoro, mentre i valori 104,9 - 83,7 - 72,1 e 57,6 kcal/mol rappresentano i legami carbonio-X con l'idrogeno, cloro, bromo e iodio.

## Lunghezza di legame
La lunghezza del legame carbonio-fluoro è di circa 1,35 ångström (1,39 Å in fluorometano).  È più corto di qualsiasi altro legame carbonio-alogeno e dei singoli legami carbonio-azoto e carbonio-ossigeno, anche se il fluoro ha una massa atomica maggiore. La piccola lunghezza di legame può anche essere attribuita al carattere ionico o all'attrazione elettrostatica tra le cariche parziali su carbonio e fluoro. La lunghezza del legame carbonio-fluoro varia di diversi centesimi di ångstrom a seconda dell'ibridazione dell'atomo di carbonio e a seconda della presenza di altri sostituenti sul carbonio o su atomi più lontani. Queste fluttuazioni possono essere utilizzate per rilevare lievi cambiamenti di ibridazione e di effetti elettronici. La tabella seguente mostra come varia la lunghezza media del legame a seconda dei diversi ambienti di legame (gli atomi di carbonio sono ibridati sp3 se non diversamente indicato per carbonio sp2 o carbonio aromatico).
| Legame              | Lunghezza media del legame (Å) |
| ------------------- | ------------------------------ |
| CCH2F, C2CHF        | 1.399                          |
| C3CF                | 1.428                          |
| C2CF2, H2CF2, CCHF2 | 1.349                          |
| CCF3                | 1.346                          |
| FCNO2               | 1.320                          |
| FCCF                | 1.371                          |
| Csp2F               | 1.340                          |
| CarF                | 1.363                          |
| FCarCarF            | 1.340                          |

La variabilità delle lunghezze dei legami e la diminuzione di lunghezza dei legami con il fluoro, grazie al loro carattere ionico parziale, sono stati osservati anche per i legami tra fluoro e altri elementi e sono stati fonte di difficoltà nella scelta di un valore appropriato per il raggio covalente del fluoro. Inizialmente, Linus Pauling suggeriva 64 pm, ma quel valore fu sostituito da 72 pm, ovvero la metà della lunghezza del legame fluoro-fluoro. Tuttavia, 72 pm è una misura molto grande per essere rappresentativa delle lunghezze dei legami tra fluoro e altri elementi. Per questo motivo altri autori hanno suggerito valori tra 54 pm e 60 pm.

## Effetto della forza di legame dei legami geminali
Con l'aumentare del numero di atomi di fluoro sullo stesso carbonio (geminale), gli altri legami diventano più forti e più corti. Ciò può essere spiegato dai cambiamenti di lunghezza e resistenza del legame per la serie fluorometano, come mostrato nella tabella seguente; inoltre, le cariche parziali (qC e qF) sugli atomi cambiano all'interno della serie.  La carica parziale sul carbonio diventa positiva quando viene aggiunto fluoro, aumentando le interazioni elettrostatiche e il carattere ionico tra fluoro e carbonio.
| Composto | Lunghezza del legame C-F (Å) | energia di dissociazione dei legami (kcal/mol) | qC   | qF    |
| -------- | ---------------------------- | ---------------------------------------------- | ---- | ----- |
| CH3F     | 1.385                        | 109.9 ± 1                                      | 0.01 | −0.23 |
| CH2F2    | 1.357                        | 119.5                                          | 0.40 | −0.23 |
| CHF3     | 1.332                        | 127.5                                          | 0.56 | −0.21 |
| CF4      | 1.319                        | 130.5 ± 3                                      | 0.72 | −0.18 |

## Effetto gauche

Conformazioni anti- (a sinistra) e gauche (a destra) di 1,2-difluoroetano. La seconda riga mostra la proiezione di Newman

Quando due atomi di fluoro sono vicinali a quelli del carbonio (cioè adiacenti), come nell'1,2-difluoroetano (H2FCCFH2)  la conformazione gauche è più stabile dell'anti-conformazione, assumendo valori da 2,4 a 3,4 kJ / mole nella fase gassosa. Questo è l'opposto di ciò che ci si aspetterebbe normalmente ed è ciò che caratterizza la maggior parte degli etani 1,2-non sostituiti; questo fenomeno è noto come effetto gauche.  Tuttavia, questo effetto non è unico per il fluoro alogeno; l'effetto gauche è anche osservato per 1,2-dimetossietano. Un effetto correlato è l'effetto alchene cis. Ad esempio, l'isomero cis dell'1,2-difluoroetilene è più stabile dell'isomero trans.
Ci sono due spiegazioni principali per l'effetto gauche: l'iperconiugazione e i legami piegati. Nel modello di iperconiugazione, l'interazione di elettroni tra l'orbitale di legame σ carbonio-idrogeno e l'orbitale σ* di carbonio-fluoro è considerata la fonte di stabilità dell'isomero gauche. A causa dell'elevata elettronegatività del fluoro, l'orbitale σ carbonio-idrogeno è un miglior elettrondonatore dell'orbitale σ di carbonio-fluoro, mentre l'orbitale σ* carbonio-fluoro è un miglior accettore di elettroni rispetto all'orbitale molecolare σ* di carbonio-idrogeno. Solo la conformazione gauche permette la sovrapposizione tra il miglior donatore e il miglior accettore di elettroni.

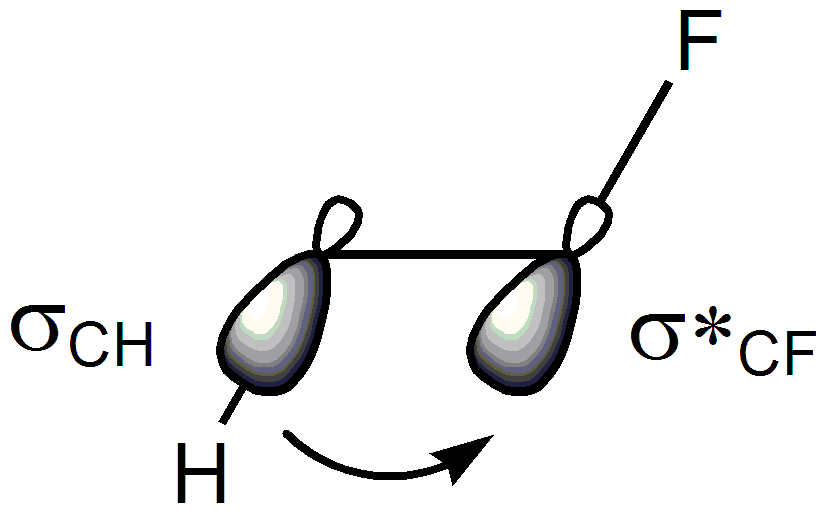
Modello di iperconiugazione per spiegare l'effetto gauche 1,2-difluoroetano

La chiave nella spiegazione dell'effetto gauche attraverso il modello dei legami piegati nel difluoroetano è l'aumento di carattere p negli orbitali di entrambi i legami carbonio- fluoro a causa della grande elettronegatività del fluoro. Di conseguenza, la densità elettronica si accumula attorno al legame carbonio-carbonio centrale. La ridotta sovrapposizione orbitale risultante può essere parzialmente compensata quando si assume una conformazione gauche, portando alla formazione di un legame piegato. Di questi due modelli l'iperconiugazione è generalmente considerata la causa principale dell'effetto gauche nel difluoroetano.

## Spettroscopia
L'allungamento del legame carbonio-fluoro appare nello spettro infrarosso tra 1000 e 1360 cm−1. L'ampia gamma è dovuta alla sensibilità della frequenza di allungamento ad altri sostituenti nella molecola. I composti monofluorurati hanno una banda forte tra 1000 e 1110 cm−1; con più di un atomo di fluoro, la banda si divide in due: una per la modalità simmetrica e una per la modalità asimmetrica. Le bande carbonio-fluoro sono così forti che possono oscurare eventuali bande carbonio-idrogeno presenti.
I composti organofluorinici possono anche essere caratterizzati mediante spettroscopia NMR, usando carbonio-13, fluoro-19 (l'unico isotopo di fluoro naturale) o idrogeno-1 (se presente). Gli spostamenti chimici nel NMR 19F appaiono in un intervallo molto ampio, a seconda del grado di sostituzione e del gruppo funzionale. La tabella seguente mostra gli intervalli per alcune delle classi principali.

| Tipo di composto | Intervallo di spostamento chimico (ppm) relativo a CFCl3 puro |
| ---------------- | ------------------------------------------------------------- |
| F–C=O            | −70 to −20                                                    |
| CF3              | +40 to +80                                                    |
| CF2              | +80 to +140                                                   |
| CF               | +140 to +250                                                  |
| ArF              | +80 to +170                                                   |